# Antiquarium di Canne
L'Antiquarium di Canne è sito in località Canne della Battaglia nei pressi della cittadella omonima lungo la SP 142, nel territorio della città di Barletta, a pochi metri dalla stazione di Canne della Battaglia.
Dal dicembre 2014 il Ministero per i beni e le attività culturali lo gestisce tramite il Polo museale della Puglia, nel dicembre 2019 divenuto Direzione regionale Musei.

## Storia
L'Antiquarium precede la visita della cittadella medioevale, alla sommità della collina sotto la quale avvenne lo scontro tra i Cartaginesi e i Romani.
Inaugurato il 21 aprile 1958, alla presenza dal Ministro della Pubblica Istruzione Aldo Moro e del sindaco Giuseppe Palmitessa, il museo documenta gli insediamenti umani nel territorio di epoca preistorica, classica, apulo-greca e medievale. Presenta inoltre una ricca collezione di vasi dauno-peucezi dipinti con disegni geometrici risalenti al IV-III secolo a.C., provenienti dai sepolcreti di Canne.
Ospita ornamenti in bronzo e ambre, corredi tombali, ceramiche, antefisse, iscrizioni, monete di epoca bizantina. Tra gli altri anche una protome antropomorfa rinvenuta dagli scavi effettuati in località La Boccuta, risalente al 3000 a.C..
Sotto la tutela della Soprintendenza Archeologica della Puglia, propone tutta una serie di reperti che testimoniano gli insediamenti presso le rive dell'Ofanto a partire dall'età neolitica. I resti conservati testimoniano le fasi storiche della popolazione cannese che durante l'età del bronzo, affronta un periodo piuttosto raffinato e che sfocia nell'età repubblicana in una dipendenza dalla città di Canosa.
Infatti Canne dal 1500 al 1850 apparteneva al comune di Canosa di Puglia.